# Samou Seïdou Adambi
Samou Seïdou Adambi est un ancien député, ancien ministre dans le gouvernement du président Patrice Talon un homme politique béninois.
Il est titulaire d'un diplôme d'études approfondies (DEA) en finance et contrôle de gestion et d'un DESS dans la même spécialité.
Il a été gérant d'une institution de microfinance de 2001 à 2004 à Parakou, 
Premier adjoint puis Maire de la ville de Parakou de 2004 à 2007.
Il a été député de 2007 à 2011 
Coordonnateur du Projet d'Urgence de la Gestion Environnementale en Mulieu Urbain (PUGEMU) de 2016 à 2017 

## Carrière politique

### Mairie de Parakou
Samou Seïdou Adambi est élu conseiller municipal de Parakou avant d'en devenir maire jusqu'en 2007.

### Députation
Il devient ensuite député de 2007 à 2011.

### Parti politique
Ancien président du parti du Rassemblement des démocrates indépendants, il a rejoint les Forces Cauris pour un Bénin émergent en 2015 puis membre du Boc républicain en 2018

### Carrière ministérielle
En octobre 2017, il devient ministre de l'Eau et des Mines du Bénin. Le  lundi 6 janvier 2025, il sort du gouvernement et remplacé par Paulin Akponna, précédemment ministre conseiller aux affaires économiques,.